# Touwtrekken op de Olympische Zomerspelen 1908
Touwtrekken is een van de sporten die beoefend werden tijdens de Olympische Zomerspelen 1908 in Londen.
Aan het toernooi namen vijf teams deel.
Ieder team bestond uit 8 atleten, de wedstrijd was uitgeschreven volgens het best-of-three formaat.

## Uitslagen

### Kwartfinale
| 17 juli | Politie van Liverpool GBR | - | Verenigde Staten | 2 - 0 |

Na de eerste ronde diende de Verenigde Staten een protest in vanwege het schoeisel van de Britten. Nadat het protest was afgewezen, trok het Amerikaanse team zich terug, waardoor het reglementair met 2-0 verloor.

### Halve finales
| 17 juli | Politie van Liverpool GBR      | - | Zweden                          | 2 - 0 |
| 17 juli | Politie van de stad Londen GBR | - | Politie van de regio Londen GBR | 2 - 0 |

### Bronzen finale
| 18 juli | Politie van de regio Londen GBR | - | Zweden | walk-over |

Het Zweedse team kwam niet opdagen.

### Finale
| 18 juli | Politie van de stad Londen GBR | - | Politie van Liverpool GBR | 2 - 0 |

## Eindrangschikking
| rang   | sporters | land |
| ------ | --- | ---- |
| Goud   | Politie van de stad Londen Edward Barrett Frederick Goodfellow Frederick Humphreys William Hirons Albert Ireton Frederick Merriman Edwin Mills John James Shepherd   | GBR  |
| Zilver | Politie van Liverpool James M. Clarke Thomas Butler C. Foden William Greggan Alexander Kidd Daniel McDonald Lowey Patrick Philbin George Smith Thomas Swindlehurst   | GBR  |
| Brons  | Politie van de regio Londen Walter Chaffe Joseph Dowler Ernest W. Ebbage Thomas Homewood Alexander Munro William Slade Walter B. Tammas T. J. Williams James Woodget | GBR  |
| 4      | Albrekt Almqwist Frans Fast Carl-Emil Johansson Emil Johansson Knut Johansson Karl Krook Karl-Gustaf Nilsson Anders Wollgarth                                        | SWE  |
| 5      | Wilbur Burroughs Wesley Coe Arthur Dearborn John Jesus Flanagan Bill Horr Matt McGrath Ralph Rose Lee Talbott                                                        | USA  |

Parijs 1900 · 
St. Louis 1904 · 
Londen 1908 · 
Stockholm 1912 · 
Antwerpen 1920
olympische medaillewinnaars
Atletiek · Boksen · Boogschieten · Hockey · Jeu de paume · Kunstrijden · Lacrosse · Motorbootracen · Polo · Rackets · Roeien · Rugby · Schermen · Schietsport · Schoonspringen · Tennis · Touwtrekken · Turnen · Voetbal · Waterpolo · Wielersport · Worstelen · Zeilen · Zwemmen